# Alžírsko na Letních olympijských hrách 2012
Alžírsko se účastnilo Letní olympiády 2012. Zastupovalo ho 39 sportovců (21 mužů a 18 žen) v 12 sportech.

## Medailisté
| Medaile | Jméno             | Sport    | Soutěž             |
| ------- | ----------------- | -------- | ------------------ |
| Zlato   | Taoufik Makhloufi | Atletika | Muži běh na 1500 m |